# Seda (Alter do Chão)
Seda ist eine Gemeinde (Freguesia) im portugiesischen Kreis (Concelho) von Alter do Chão. In ihr leben 355 Einwohner (Stand 19. April 2021).

## Geschichte
Verschiedene Antas und andere Funde belegen eine vorgeschichtliche Besiedlung des Gebietes. Die Römer hinterließen einige Spuren, insbesondere eine bis heute intakte Brücke. Die Mauren errichteten hier eine Festung.
Im Zuge der Reconquista hat vermutlich Portugals erster König, D.Afonso Henriques, den Ort selbst erobert, im Jahr 1160. Er gab ihn an die Tempelritter, bevor Seda an den Ritterorden von Avis kam. Dieser verlieh 1271 dem Ort seine ersten portugiesischen Stadtrechte (Foral), welche 1427 durch König D.João I. bestätigt, und 1510 durch König Manuel I. im Zuge seiner Verwaltungsreformen erneuert wurden.
Seit 1527 war Seda Sitz eines eigenständigen Kreises, der 1836 aufgelöst, und als weiterhin eigenständige Gemeinde dem Kreis von Alter do Chão angegliedert wurde.

## Sehenswürdigkeiten
Die Römerbrücke Ponte do Seda (auch Ponte Vila Formosa) gehört zu den am besten erhaltenen Römerbrücken der Iberischen Halbinsel. Sie steht seit 1910 unter Denkmalschutz. Zu den Baudenkmälern der Gemeinde gehören zudem verschiedene Megalithanlagen (port.: Antas), Brunnen, Wasserspeicher, die erhalten gebliebenen Festungsruinen, und verschiedene Sakralbauten, darunter die Gemeindekirche Igreja Paroquial de Seda (auch Igreja de Nossa Senhora do Espinheiro) aus dem 18. Jahrhundert.
Der Aussichtspunkt Miradouro de Seda unweit der Festungsruinen bietet einen weiten Ausblick über die Landschaft der Gemeinde um den Fluss Rio Seda.